# 遠藤藤五郎
遠藤 藤五郎（えんどう とうごろう、? - 慶応3年（1867年））は、幕末の農民。

## 経歴・人物
駿河国有渡郡三保村の農民。
安政3年（1856年）、同村海岸部の開墾許可を領主である三保神社神職の太田健太郎に願い出たが容れられず、小前百姓の代表として幕府代官所に訴願して勝訴したが、その後文書に偽判を使用したとして捕らえられ、獄死した。毒殺されたとする説もある。その死後、「藤五郎稲荷」として神に祀られた。